# Parlamento Regional de Renania-Palatinado
El Parlamento Regional de Renania-Palatinado  es el parlamento estatal (Landtag) del estado federado alemán de Renania-Palatinado.
El artículo 79, sección 1 de la Constitución de Renania-Palatinado establece: «El Parlamento Regional es el órgano supremo de toma de decisiones políticas, elegido por el pueblo. Representa al pueblo, elige al ministro-presidente y confirma el gabinete, aprueba las leyes y el presupuesto, controla el poder ejecutivo y enuncia la voluntad popular en la dirección de los asuntos públicos, en aplicación de las políticas de la Unión Europea y conforme a los acuerdos entre el Parlamento Regional y el gabinete».
El Landtag consta de 101 miembros.
El Landtag se reúne en Maguncia en el edificio Deutschhaus, donde también se reunió el primer parlamento elegido democráticamente en la historia alemana, la Convención Nacional Alemana del Rin  de la República de Maguncia, se reunió. Partes de su administración se encuentran en el antiguo arsenal (Altes Zeughaus).
La bandera alemana utilizada en el Landtag es una bandera histórica utilizada durante el Festival de Hambach.

## Composición actual

### Resultado electoral
| Elecciones estatales de Renania-Palatinado de 2021 |                           |                   |         |        |           |           |
| Candidaturas                                       | Candidaturas              | Candidato         | Votos   | Votos  | Diputados | Diputados |
|                                                    | Partido Socialdemócrata   | Malu Dreyer       | 690 962 | 35,7 % | 39        |           |
|                                                    | Unión Demócrata Cristiana | Christian Baldauf | 535 318 | 27,7 % | 31        | 4         |
|                                                    | Alianza 90/Los Verdes     | Anne Spiegel      | 179 860 | 9,3 %  | 10        | 4         |
|                                                    | Alternativa para Alemania | Michael Frisch    | 160 293 | 8,3 %  | 9         | 5         |
|                                                    | Partido Democrático Libre | Daniela Schmitt   | 106 809 | 5,5 %  | 6         | 1         |
|                                                    | Votantes Libres           | Joachim Streit    | 103 619 | 5,3 %  | 6         | 6         |
| Fuente: Parlamento de Renania-Palatinado           |                           |                   |         |        |           |           |

### Órganos del Parlamento en la XVIII legislatura

#### La Mesa
| Cargo                                    | Titular              | Lista |
| ---------------------------------------- | -------------------- | ----- |
| Presidente                               | Hendrik Hering       | SPD   |
| Vicepresidenta primera                   | Kathrin Anklam-Trapp | SPD   |
| Vicepresidente segundo                   | Matthias Lammert     | CDU   |
| Fuente: Parlamento de Renania-Palatinado |                      |       |

#### Grupos parlamentarios
| Grupo parlamentario                      | Grupo parlamentario                             | Integrantes               | Líder                        | Portavoz           | Escaños |
| ---------------------------------------- | ----------------------------------------------- | ------------------------- | ---------------------------- | ------------------ | ------- |
|                                          | Sozialdemokratische Partei Rheinland-Pfalz      | Partido Socialdemócrata   | Sabine Bätzing-Lichtenthäler | Doris Ahnen        | 39      |
|                                          | Christlich Demokratischen Union Rheinland-Pfalz | Unión Demócrata Cristiana | Gordon Schnieder             | Mechthild Heil     | 31      |
|                                          | Bündnis 90/Die Grünen Rheinland-Pfalz           | Alianza 90/Los Verdes     | Natalie Cramme-Hill          | Lydia Enders       | 9       |
|                                          | Alternative für Deutschland                     | Alternativa para Alemania | Jan Bollinger                | Nicole Höchst      | 6       |
|                                          | Freie Demokratische Partei Rheinland-Pfalz      | Partido Democrático Libre | Daniela Schmitt              | Carina Konrad      | 6       |
|                                          | Freie Wähler Rheinland-Pfalz                    | Votantes Libres           | Christian Zöpfchen           | Marc Fischer       | 4       |
|                                          | Fraktionslose                                   | FW: 2 BSW: 1 Ind.: 3      | Andreas Hartenfels           | Andreas Hartenfels | 6       |
| Fuente: Parlamento de Renania-Palatinado |                                                 |                           |                              |                    |         |

#### Comisiones
| Comisiones del Parlamento de Renania-Palatinado                  |             |                     |                      |
| Comisión                                                         | Presidencia | Presidencia         | Vicepresidencia      |
| Comisiones permanentes                                           |             |                     |                      |
| Agricultura y Viticultura                                        |             | Horst Gies          | Jaqueline Rauschkolb |
| Auditoría                                                        |             | Christof Reichert   | Thomas Wansch        |
| Asuntos Económicos y Transportes                                 |             | Andreas Rahm        | Helmut Martin        |
| Asuntos Jurídicos                                                |             | Helmut Martin       | Christoph Spies      |
| Ciencia                                                          |             | Marion Schneid      | Katrin Rehak-Nitsche |
| Clima, Energía y Movilidad                                       |             | Gerd Schreiner      | Benedikt Oster       |
| Cultura                                                          |             | Michael Wagner      | Manuel Liguori       |
| Digitalización, Infraestructura Digital y Medios de Comunicación |             | Alexander Fuhr      | Peter Moskopp        |
| Educación                                                        |             | Susanne Müller      | Vacante              |
| Europa e Internacional                                           |             | Gregory Scholz      | Thomas Barth         |
| Familia, Juventud, Integración y Protección del Consumidor       |             | Lothar Rommelfanger | Jennifer Groß        |
| Igualdad y Mujer                                                 |             | Vacante             | Susanne Müller       |
| Interior, Deportes y Ordenación del Territorio                   |             | Dirk Herber         | Hans Jürgen Noss     |
| Medio Ambiente y Silvicultura                                    |             | Marco Karl Weber    | Nico Steinbach       |
| Presupuesto y Finanzas                                           |             | Thomas Wansch       | Christof Reichert    |
| Peticiones                                                       |             | Heiner Illing       | Petra Schneider      |
| Prisiones                                                        |             | Heiner Illing       | Dennis Junk          |
| Salud                                                            |             | Josef Winkler       | Steven Wink          |
| Trabajo, Asuntos Sociales, Atención y Transformación             |             | Michael Hüttner     | Daniel Köbler        |
| Comisiones de investigación                                      |             |                     |                      |
| Estrategias Futuras para la Reducción del Riesgo de Desastres    |             | Lea Heidbreder      | Christoph Spies      |
| Desastres por Inundaciones                                       |             | Martin Haller       | Marcus Klein         |
| Comisiones de control parlamentario                              |             |                     |                      |
| Control Parlamentario                                            |             | Michael Hüttner     | Marcus Klein         |
| Revisión Electoral                                               |             | Martin Haller       | Helmut Martin        |
| Fuente: Parlamento Regional de Renania-Palatinado                |             |                     |                      |

## Histórico de resultados y distribución de escaños
|  | 77,9 % |

| 8   | 34  | 11  | 48  |
| KPD | SPD | FDP | CDU |

|  | 74,8 % |

| 38  | 19  | 43  |
| SPD | FDP | CDU |

|  | 75,9 % |

| 37  | 12  | 51  |
| SPD | FDP | CDU |

|  | 77,1 % |

| 37  | 10  | 52  | 1   |
| SPD | FDP | CDU | DRP |

|  | 75,5 % |

| 43  | 11  | 46  |
| SPD | FDP | CDU |

|  | 78,4 % |

| 39  | 8   | 49  | 4   |
| SPD | FDP | CDU | NPD |

|  | 79,4 % |

| 44  | 3   | 53  |
| SPD | FDP | CDU |

|  | 80,8 % |

| 40  | 5   | 55  |
| SPD | FDP | CDU |

|  | 81,4 % |

| 43  | 6   | 51  |
| SPD | FDP | CDU |

|  | 90,4 % |

| 43  | 57  |
| SPD | CDU |

|  | 76,9 % |

| 40  | 5     | 7   | 48  |
| SPD | Grüne | FDP | CDU |

|  | 73,9 % |

| 47  | 7     | 7   | 40  |
| SPD | Grüne | FDP | CDU |

|  | 70,8 % |

| 43  | 7     | 10  | 41  |
| SPD | Grüne | FDP | CDU |

|  | 62,1 % |

| 49  | 6     | 8   | 38  |
| SPD | Grüne | FDP | CDU |

|  | 58,2 % |

| 53  | 10  | 38  |
| SPD | FDP | CDU |

|  | 61,8 % |

| 42  | 18    | 41  |
| SPD | Grüne | CDU |

|  | 70,4 % |

| 39  | 6     | 7   | 35  | 14  |
| SPD | Grüne | FDP | CDU | AfD |

|  | 64,4 % |

| 39  | 10    | 6   | 31  | 6  | 9   |
| SPD | Grüne | FDP | CDU | FW | AfD |

## Presidentes del Landtag
- 1947-1948: Jakob Diel (CDU)
- 1948-1959: August Wolters (CDU)
- 1959-1971: Otto van Volxem (CDU)
- 1971-1974: Johannes Baptist Rösler (CDU)
- 1974-1985: Albrecht Martin (CDU)
- 1985-1991: Heinz Peter Volkert (CDU)
- 1991-2006: Christoph Grimm (SPD)
- 2006-2016: Joachim Mertes (SPD)
- desde 2016: Hendrik Hering (SPD)